# Natație la Jocurile Olimpice de vară din 2024 - 800 m liber (masculin)
Proba de înot 800 de metri liber masculin de la Jocurile Olimpice de vară din 2024 a avut loc în perioada 29-30 iulie 2024 la Paris Aquatics Centre.

## Recorduri
Înaintea acestei competiții, recordurile mondiale și olimpice erau următoarele:
| Record  | Atlet                   | Timp    | Loc            | Data          |
| ------- | ----------------------- | ------- | -------------- | ------------- |
| Mondial | Zhang Lin (CHN)         | 7:32,12 | Roma, Italia   | 29 iulie 2009 |
| Olimpic | Mîhailo Romanciuk (UKR) | 7:41,28 | Tokyo, Japonia | 27 iulie 2021 |

## Program
Orele sunt ora Franței (UTC+1) 
| Data                 | Timp  | Etapă      |
| -------------------- | ----- | ---------- |
| Luni, 29 iulie 2024  | 10:00 | Calificări |
| Marți, 30 iulie 2024 | 20:03 | Finala     |

## Rezultate

### Calificări
Înotătorii cu cei mai buni 8 timpi s-au calificat în finală.
| Loc | Serie | Culoar | Înotător             | Țară                       | Timp    | Note |
| --- | ----- | ------ | -------------------- | -------------------------- | ------- | ---- |
| 1   | 4     | 5      | Daniel Wiffen        | Irlanda                    | 7:41,53 | C    |
| 2   | 3     | 2      | Ahmed Jaouadi        | Tunisia                    | 7:42,07 | C    |
| 3   | 3     | 3      | Gregorio Paltrinieri | Italia                     | 7:42,48 | C    |
| 4   | 4     | 3      | Elijah Winnington    | Australia                  | 7:42,86 | C    |
| 5   | 3     | 4      | Robert Finke         | Statele Unite ale Americii | 7:43,00 | C    |
| 6   | 3     | 5      | Sven Schwarz         | Germania                   | 7:43,67 | C    |
| 7   | 3     | 7      | Luca De Tullio       | Italia                     | 7:44,07 | C    |
| 8   | 2     | 8      | David Aubry          | Franța                     | 7:44,59 | C    |
| 9   | 4     | 4      | Samuel Short         | Australia                  | 7:46,83 |      |
| 10  | 3     | 8      | Fei Liwei            | China                      | 7:47,11 |      |
| 11  | 2     | 4      | Kuzey Tunçelli       | Turcia                     | 7:47,29 | RN   |
| 12  | 4     | 6      | Florian Wellbrock    | Germania                   | 7:47,91 |      |
| 13  | 1     | 6      | Felix Auböck         | Austria                    | 7:48,49 |      |
| 14  | 2     | 7      | Zalán Sárkány        | Ungaria                    | 7:48,90 |      |
| 15  | 4     | 2      | Luke Whitlock        | Statele Unite ale Americii | 7:49,26 |      |
| 16  | 3     | 1      | Victor Johansson     | Suedia                     | 7:49,47 |      |
| 17  | 3     | 6      | Mîhailo Romanciuk    | Ucraina                    | 7:49,75 |      |
| 18  | 1     | 3      | Carlos Garach        | Spania                     | 7:50,07 |      |
| 19  | 1     | 7      | Lucas Henveaux       | Belgia                     | 7:51,51 | RN   |
| 20  | 4     | 7      | Guilherme Costa      | Brazilia                   | 7:54,41 |      |
| 21  | 4     | 8      | Zhang Zhanshuo       | China                      | 7:54,44 |      |
| 22  | 1     | 5      | Ilia Sibirtsev       | Uzbekistan                 | 7:56,67 |      |
| 23  | 2     | 3      | Pacome Bricout       | Franța                     | 7:57,32 |      |
| 24  | 2     | 2      | Jon Jøntvedt         | Norvegia                   | 7:59,16 |      |
| 25  | 2     | 1      | Henrik Christiansen  | Norvegia                   | 8:00,55 |      |
| 26  | 2     | 5      | Dimitrios Markos     | Grecia                     | 8:01,37 |      |
| 27  | 4     | 1      | Marwan Elkamash      | Egipt                      | 8:07,00 |      |
| 28  | 1     | 2      | Nguyễn Huy Hoàng     | Vietnam                    | 8:08,39 |      |
| 29  | 2     | 6      | Alfonso Mestre       | Venezuela                  | 8:12,03 |      |
| 30  | 1     | 4      | Vlad Stancu          | România                    | 8:20,78 |      |
| 31  | 1     | 1      | Théo Druenne         | Monaco                     | 8:25,01 |      |

### Finala
Rezultate finală.
| Loc | Culoar | Înotător             | Țară                       | Timp    | Note   |
| --- | ------ | -------------------- | -------------------------- | ------- | ------ |
| 1   | 4      | Daniel Wiffen        | Irlanda                    | 7:38,19 | RO, RC |
| 2   | 2      | Robert Finke         | Statele Unite ale Americii | 7:38,75 |        |
| 3   | 3      | Gregorio Paltrinieri | Italia                     | 7:39,38 |        |
| 4   | 5      | Ahmed Jaouadi        | Tunisia                    | 7:42,83 |        |
| 5   | 7      | Sven Schwarz         | Germania                   | 7:43,59 |        |
| 5   | 8      | David Aubry          | Franța                     | 7:43,59 |        |
| 7   | 1      | Luca De Tullio       | Italia                     | 7:46,16 |        |
| 8   | 6      | Elijah Winnington    | Australia                  | 7:48,36 |        |